# 私からあなたへ
「私からあなたへ」（わたしからあなたへ）は、日本の演歌歌手さくらまやの5枚目のシングルである。2011年9月7日発売。発売元は日本クラウン。

## 概要
さくらまやの5枚目のシングル。歌詞には「おじいちゃん、おばあちゃん元気でいてね」と子供が、お年寄りを大切にする心が込められている。また東日本大震災で多くの家族がバラバラになったが早く家族がもとに戻り家族の絆が深まるように歌っている。東日本大震災復興応援歌でもある。 
2011年9月7日に東京浅草で発売記念イベントを開催した。 
CDジャケット・PVで初めて着物姿で登場している。 

## 収録曲
1. 私からあなたへ(4:38) 
作詞：西條みゆき、作曲：山田太郎
2. ふるさとは茜色(4:23) 
作詞：いとう彩、作曲：西つよし
3. 私からあなたへ［オリジナル・カラオケ］(4:21)
4. ふるさとは茜色［オリジナル・カラオケ］(3:25)